# Peter McLeod
Pour Peter MacLeod, humoriste, voir Peter MacLeod.
Pour les articles homonymes, voir McLeod.
Peter McLeod, né à Chicoutimi en 1807 et mort dans la même ville le 11 septembre 1852, est un entrepreneur forestier de la région du Saguenay au Bas-Canada (Québec).

## Biographie
Fils de Peter McLeod (né en Écosse vers 1784) et d'une amérindienne, son statut de métis lui donnait le droit de circuler librement au Saguenay, une terre de la Couronne jusqu'à ce qu'elle soit officiellement ouverte à la colonisation en 1842.
En 1842, Peter McLeod devient l'associé de William Price, un commerçant de bois installé à Québec. Ce dernier avait déjà commencé, clandestinement, à couper et scier le pin blanc du Saguenay en finançant la Société des vingt-et-un. Pour sa part, Peter McLeod était propriétaire d'une scierie à la rivière Noire en Charlevoix. Misant sur son statut de métis, Peter McLeod propose, dans une lettre, à William Price de faire des démarches auprès du gouverneur pour obtenir le droit de coupe du bois au Saguenay en présentant son nouvel associé comme un « enfant du sol » de la région.

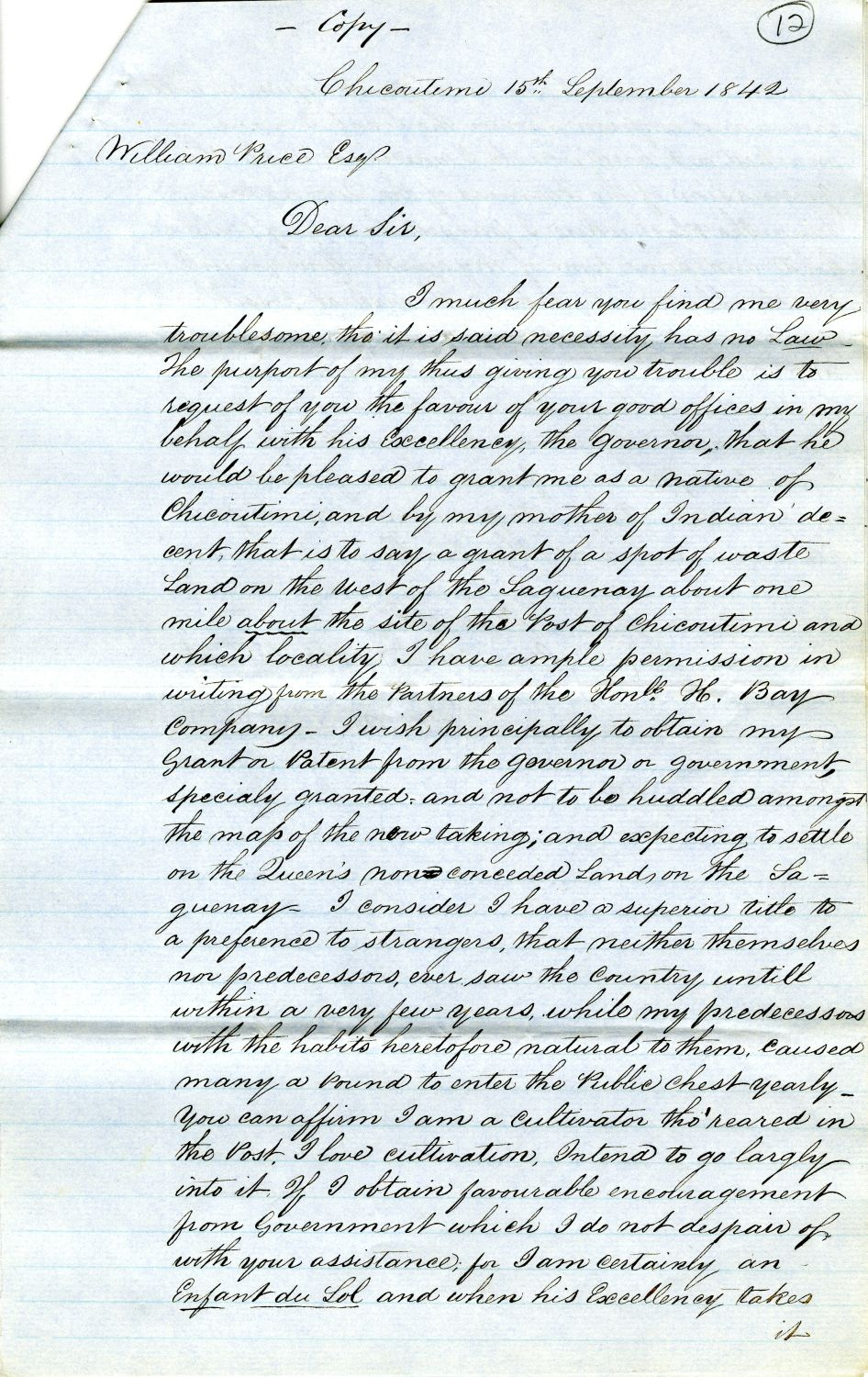
Lettre de Peter McLeod
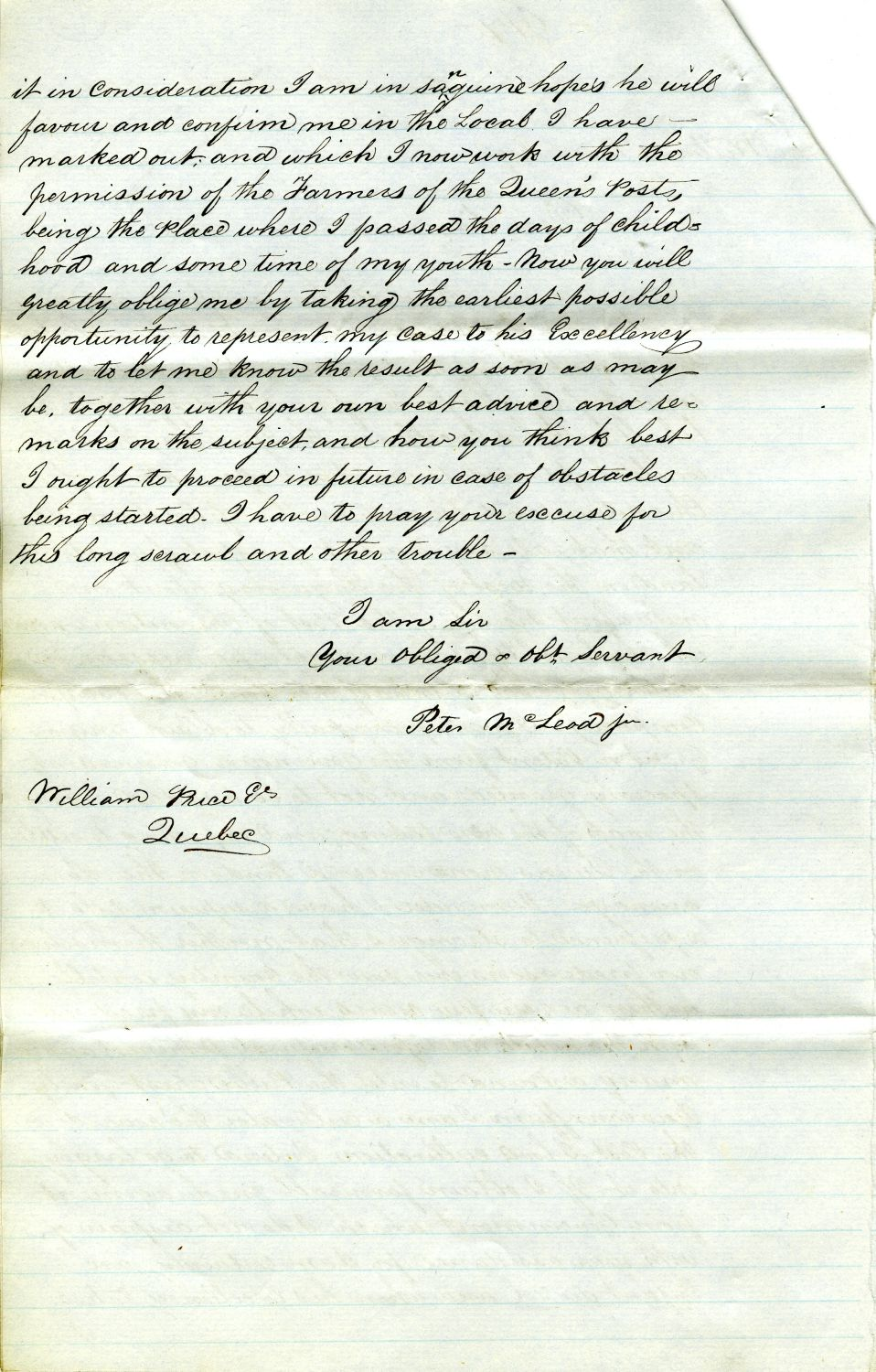
à William Price, 1842

Dès 1842, un moulin à scie est construit sur la rivière du Moulin et un autre, plus important, sur la rivière Chicoutimi, deux ans plus tard. Comme gérant de chantier, Peter McLeod était un homme hors du commun, selon le portrait qu'en a dressé Arthur Buies : « Il était fier et courageux comme un lion, souple comme un tigre, rusé et méchant à la fois comme la panthère, bon comme un enfant. Sa violence ne connaissait ni entraves ni bornes. Apaisé, il était plus doux qu'un agneau; mais il fallait bien se garder de l'approche de l'orage. Cette approche était foudroyante ». Les ouvriers n'étaient pas payés en argent mais en « pitons », des bons échangeables pour des marchandises du magasin de la compagnie.
Il meurt subitement à Chicoutimi le 11 septembre 1852.
Peter McLeod est le sujet d'un récit de Damase Potvin.